# Permata Baru
Permata Baru is een bestuurslaag in het regentschap Ogan Ilir van de provincie Zuid-Sumatra, Indonesië. Permata Baru telt 3479 inwoners (volkstelling 2010).